# Lesovna Zábělá
Lesovna Zábělá je hájovna městských lesů Plzeň, bývalý lesní úřad městských lesů v Plzni-Bukovci. Dům vznikl v letech 1923–1924 a je památkově chráněn.

## Historie
Komplex byl vybudován v letech 1923–24 a sloužil jako lesní úřad pro oblasti Horní Zábělá a Dolní Zábělá. Od roku 1996 je objekt chráněn jako kulturní památka.
V současné době dům funguje jako hájovna městských lesů.
Lesovna Zábělá je čtvrtým zastavením naučné lesnické stezky Zábělá. Asi 500 metrů severozápadně od lesovny stála od roku 1889 lesní výletní restaurace, která je dalším zastavením naučné stezky. Ta měla podobu hrázděné stavby. V průběhu druhé světové války byla ale uzavřena a v roce 1957 pak zbourána. 

## Architektura
Areál lesovny se nachází asi 250 metrů od osady Zábělá, na severovýchodním okraji Plzně. Budova lesovny je obklopena okrasnou, ovocnou a zeleninovou zahradou a přiléhá k ní park s kruhovým bazénem. V samotné zahradě a v blízkém lese se nacházejí zajímavé vzrostlé dřeviny: borovice limba, buk červenolistý, tis červený, douglaska tisolistá a další.
V budově lesovny byly kromě služebního bytu a kanceláře také podkrovní prostory, určené pro uložení nářadí a semen.
Objekt nese prvky lidové architektury. Projektantem byl zřejmě Ing. Beneš. stavbu samotnou realizoval Ing. František Němec.